# Riverside, Pennsylvania
Riverside là một thị trấn thuộc quận Northumberland, tiểu bang Pennsylvania, Hoa Kỳ. Năm 2010, dân số của thị trấn này là 1932 người.